# Büdingen
Büdingen è una città tedesca situata nel land dell'Assia.